# Remigia ancilla
Remigia ancilla là một loài bướm đêm trong họ Erebidae.